# Клецько (гміна)
Гміна Клецько (пол. Gmina Kłecko) — місько-сільська гміна у північно-західній Польщі. Належить до Ґнезненського повіту Великопольського воєводства.
Станом на 31 грудня 2011 у гміні проживало 7574 особи.

## Територія
Згідно з даними за 2007 рік площа гміни становила 131.70 км², у тому числі:
- орні землі: 86.00%
- ліси: 5.00%

Таким чином, площа гміни становить 10.50% площі повіту.

## Населення
Станом на 31 грудня 2011:
| Опис     | Загалом | Загалом | Чоловіки | Чоловіки | Жінки | Жінки |
| -------- | ------- | ------- | -------- | -------- | ----- | ----- |
| одиниця  | осіб    | %       | осіб     | %        | осіб  | %     |
| все      | 7574    | 100     | 3755     | 49.58    | 3819  | 50.42 |
| міське   | 2683    | 100     | 1287     | 47.97    | 1396  | 52.03 |
| сільське | 4891    | 100     | 2468     | 50.46    | 2423  | 49.54 |

## Сусідні гміни
Гміна Клецько межує з такими гмінами: Ґнезно, Кішково, Лубово, Мелешин, Месьцисько, Скокі.